# Maximilian von Ow

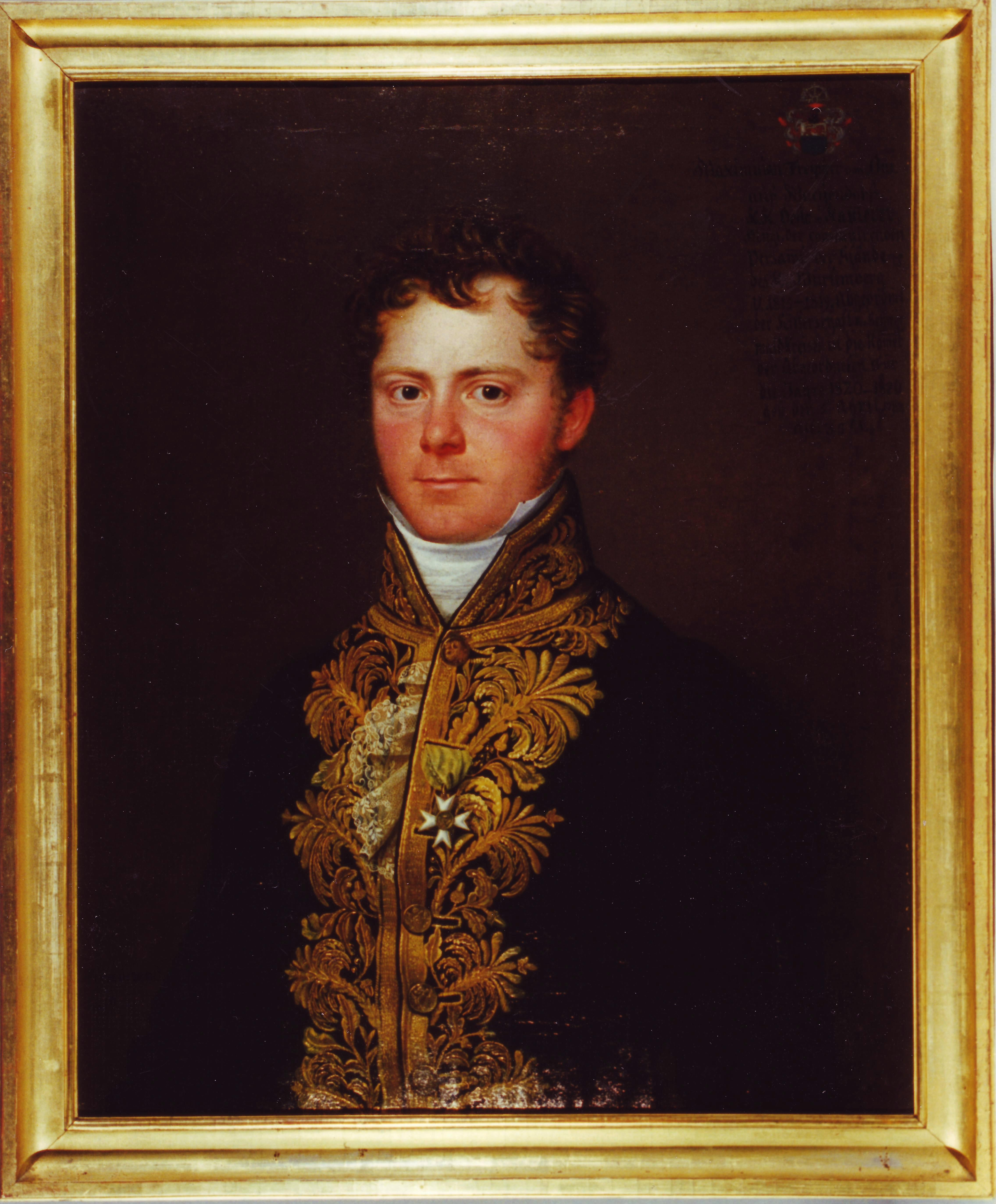
Maximilian von Ow

Johann Nepomuk Maximilian Freiherr von Ow (* 5. April 1784 in Meersburg; † 16. Juli 1845 in Wachendorf) war ein deutscher Regierungsbeamter, Rittergutsbesitzer und Parlamentarier.

## Leben
Maximilian von Ow studierte nach dem Gymnasialabschluss 1802 am (heutigen) Wilhelmsgymnasium München an der Universität Landshut. 1806 wurde er Mitglied des Corps Suevia Landshut. Nach dem Studium war er zunächst württembergischer Regierungsrat. Ow besaß die Rittergüter Wachendorf und Bierlingen. Er war kaiserlicher österreichischer Kämmerer. Von 1815 bis 1844 gehörte er als Abgeordneter der Ritterschaft des Schwarzwaldkreises der Zweiten Kammer der Württembergischen Landstände an. Seit 1812 war er verheiratet mit Clara Wilhelmine Gräfin Leutrum von Ertingen, Ehrendame des St. Annenstifts zu München. Sie hatten sechs Kinder, darunter die Landtagsabgeordneten Edmund von Ow und Johann Karl von Ow.

## Ehrungen
- Orden der Württembergischen Krone, Ritter